# Smoljan
Smoljan (in bulgaro Смолян?) è un comune bulgaro situato nella regione di Smoljan di 46 831 abitanti (dati 2009). La sede comunale è nella località omonima.

## Località
Il comune è formato dall'insieme delle seguenti località:
- Aligovska
- Arda
- Belev dol
- Biljanska
- Borikovo
- Bostina
- Bukata
- Bukacite
- Čamla
- Čepleten
- Čereškite
- Čerešovo
- Čerešovska Reka
- Čokmanovo
- Čučur
- Dimovo
- Dunevo
- Elenska
- Eljovo
- Fatovo
- Gabrica
- Gela
- Gozdevica
- Gorna Arda
- Gorovo
- Gradăt
- Gudevica
- Hasovica
- Isjovci
- Katranica
- Kiseličevo
- Kokorkovo
- Košnica
- Kremene
- Kukuvica
- Kutela
- Laka
- Levočevo
- Lipec
- Ljulka
- Milkovo
- Mogilica
- Momchilovci
- Mugla
- Nadarci
- Orešica
- Ostri pazlak
- Petkovo
- Peštera
- Pisanica
- Podvis
- Polkovnik Serafimovo
- Poprelka
- Potoka
- Rečani
- Reka
- Rovina
- Selište
- Široka lăka
- Sivino
- Slaveyno
- Smiljan
- Sokolovci
- Solišta
- Sredok
- Stikăl
- Stojkite
- Sărnino
- Straža
- Tărăn
- Tikale
- Trebište
- Turjan
- Uhlovica
- Vărbovo
- Vievo
- Vlahovo
- Vălčan
- Zaevite
- Zmievo